# Dřešín
Dřešín je obec v okrese Strakonice v Jihočeském kraji. Leží zhruba osm kilometrů západně od Volyně a něco přes čtrnáct kilometrů jihozápadně od Strakonic. Žije v ní 328 obyvatel. Leží v Šumavském podhůří (podcelek Vimperská vrchovina, okrsek Mladotická vrchovina), v povodí potoka Peklov, levostranného přítoku řeky Volyňky. Obcí probíhá silnice II/170 (Němětice – Čestice – Vacov – Zdíkovec).

## Historie
První písemná zmínka o obci pochází z roku 1407.

## Obyvatelstvo
| Rok            | 1869 | 1880 | 1890 | 1900 | 1910 | 1921 | 1930 | 1950 | 1961 | 1970 | 1980 | 1991 | 2001 | 2011 | 2021 |
| -------------- | ---- | ---- | ---- | ---- | ---- | ---- | ---- | ---- | ---- | ---- | ---- | ---- | ---- | ---- | ---- |
| Počet obyvatel | 788  | 782  | 677  | 740  | 760  | 681  | 658  | 471  | 445  | 358  | 314  | 272  | 265  | 310  | 304  |
| Počet domů     | 105  | 113  | 113  | 116  | 113  | 116  | 123  | 126  | 113  | 109  | 92   | 123  | 128  | 130  | 138  |

## Obecní správa
Mezi lety 1850–1909 patřil Dřešín jako osada obce k Vacovicím v okrese Strakonice. Od roku 1909 je obcí v okrese Strakonice (1909–1930), posléze v okrese Vimperk (1950) a později opět v okrese Strakonice.

### Části obce
Obec Dřešín se skládá ze čtyř částí na třech katastrálních územích.
- Dřešín (i název k. ú.)
- Dřešínek (i název k. ú.)
- Hořejšice (leží v k. ú. Dřešínek)
- Chvalšovice (i název k. ú.)

### Obecní symboly
Znak a vlajka byly obci uděleny rozhodnutím předsedy Poslanecké sněmovny Parlamentu České republiky dne 30. listopadu 2007.

## Pamětihodnosti
- Dřešínské ořešáky, čtyři ořešáky rostou u křížku při silnici II/170 na jižním kraji vesnice, asi 280 metrů jižně od kapličky
- Lípa Svobody, třicet metrů vysoká lípa roste na louce při levém břehu potoka Peklov asi osmdesát metrů východně od Dřešínského rybníka; zasazena 28. října 1918 na počest vzniku ČSR